# Relacions internacionals de la Unió Europea

Estats membres de la Unió Europea
Estats amb una delegació de la Unió

L'àmbit de les Relacions internacionals de la Unió Europea s'entenen com acció exterior de la Unió el conjunt de polítiques, instruments i capacitats amb projecció essencialment exterior que exercita o porta a terme la Unió Europea en el món. Les relacions internacional de la UE es van estabilr en l'article tercer del Tractat de la Unió Europea i es regulen en el títol V.
L'acció exterior comprèn diverses polítiques interconnectades però autònomes el funcionament de les quals s'estructura al voltant de dos suports jurídics ben diferents: la política exterior i de seguretat comuna, de disseny principalment intergovernamental, i tota la resta d'àmbits tradicionalment compresos a l'extingit «pilar comunitari», que s'ordenen per canals més institucionals, o més propers, a un mètode federal de gestió.
La Unió Europea estableix relacions amb organitzacions internacionals per influir en les estructures polítiques, econòmiques i financeres que es decideixen en el marc internacional i que repercuteixen en els estats membres i en la mateixa UE. No obstant, això el seu paper en l'esfera internacional es troba limitat tant pels tractats que regulen la UE, com per l'estatus legal que li atribueixen els tractats de les organitzacions internacionals en les quals participa. Tot i el seu estatus limitat en la majoria d'organitzacions internacionals, la Unió Europea té un ampli historial de tractats internacionals ratificats, i ha sigut part d'alguns dels principals tractats, destacant el seu paper en matèries mediambientals i desarmament.
Allà on la UE ha pogut tenir una certa influència, ha adoptat diversos rols, per exemple, ha sigut líder en qüestions com promoure el principi de la responsabilitat de protegir (en relació amb el medi ambient) o aspectes socials en acords sobre ajudes i comerç. En canvi, ha adoptat un rol de mediadora en qüestions sobre desenvolupament, amb un posicionament intermedi entre els Estats Units d'Amèrica i els països en desenvolupament. En altres casos, la UE i els estats membres han mantingut posicionaments tant divergents que no han arribat a aportar cap solució, per exemple, en la reforma del Consell de Seguretat de les Nacions Unides.
La Unió Europea aposta per una bona governança global i considera l'Organització de les Nacions Unides la pedra angular d'aquesta governança.
El disseny, desenvolupament i aplicació de l'acció exterior de la Unió en el seu conjunt, que s'articulen des del marc institucional únic d'aquesta mateixa, intervenen, amb diferent grau de participació, totes les institucions comunitàries, encara que cal avançar que, d'acord amb la base jurídica al voltant de la qual s'articuli cada activitat, ressalta amb claredat la preponderància de dues d'elles, almenys a la seva fase executiva: el Consell, per al relatiu a la política exterior i de seguretat comuna, i la Comissió, per a tots els altres àmbits de l'acció exterior. Existeixen a més a més una institució, el Consell Europeu, i dos òrgans, l'Alt representant de la Unió Europea per a Afers exteriors i Política de Seguretat (AR) i el Servei Europeu d'Acció Exterior (SEAE), implicats molt activament en la definició i orientació, i a més a més, en el cas de l'AR i el SEAE, en el desenvolupament i l'execució de l'acció exterior de la Unió. El Parlament Europeu es troba associat en tot moment a l'acció exterior en el seu conjunt, encara que a la política exterior i de seguretat comuna la seva posició no és vinculant.

## Estatus legal
L'estatus legal de la Unió Europea varia considerablement d'organització a organització, havent assolit des del rol d'observadora fins a membre de ple dret. En general, és reconeguda com a Organització d'Integració Econòmica i, més recentment, també com a Organització d'Integració Regional. Un estatus que se li atribueix sobretot per permetre-la formar part d'acords internacionals, no tant com per ser membre d'organitzacions internacionals, on troba més impediments.
En la majoria d'organitzacions internacionals, la Unió Europa ha obtingut l'estatus d'observadora, és a dir, que pot participar en les reunions, però no té dret de vot. En algunes organitzacions se li ha permès exercir més drets, com fer esmenes, discutir qüestions procedimentals o formar part de comitès. En últim terme, en poques organitzacons internacionals, l'estatus de la Unió Europea ha estat reconegut com a membre de ple dret.
El principal factor que limita l'estatus de la Unió Europea és l'estatus legal de les mateixes organitzacions internacionals. Alguns tractats constitutius permeten només ser-ne membres els estats, com a subjectes de ple dret en el dret internacional, i no pas les organitzacions regionals, considerades subjectes secundaris. És el cas, per exemple, de l'Organització de les Nacions Unides. Tanmateix, l'estatus de les organitzacions internacionals i el dret internacional no han sigut els únics obstacles de la UE per esdevenir membre de ple dret. Sovint els estats membres es mostren reticents que sigui acceptada com a membre, fins i tot, en competències exclusives de la UE.
La Unió Europea és considerada membre de ple dret en organitzacions com l'Organització Mundial del Comerç (OMC), l'Organització de les Nacions Unides per a l'Agricultura i l'Alimentació (FAO), el Banc Europeu de Reconstrucció i Desenvolupament, el Codex Alimentarius, l'Eurocontrol, la Energy Commission, la Conferència de la Haia de Dret Internacional Privat i l'Organització Intergovernamental per al Transport Internacional per Ferrocarril, com també diverses organitzacions regionals de pesca. És considerada com a membre de facto en l'Organització Mundial de Duanes, i la seva participació s'ha descrit de propera a membre de ple dret en l'Organització de Cooperació i Desenvolupament Econòmic (OCDE).
L'Assemblea General de les Nacions Unides va concedir a la Unió Europea un estatus d'observadora ampliat el 2011. Això implica que gaudeix dels mateixos drets que els membres de l'organització (dret de paraula, de fer propostes i esmenes i de difondre documents), però sense el dret de vot. Tanmateix, la resolució per la qual la UE va obtenir aquest estatus assegura només el dret de veu a la Presidència del Consell Europeu i a l'Alt Representant, però no suficients drets com perquè participi plenament en les tasques del dia a dia a l'Assemblea General.
Pel que fa al Consell de Seguretat de les Nacions Unides, només un estat membre (França) n'és membre permanent actualment i la UE no hi està representada, encara que és possible que l'Alt Representant expressi el posicionament de la UE quan ho demanin els estats membres del consell. Així doncs, el CSNU està dominat per dinamiques intergovernamentals, amb un rol major pels estats que en formen part i amb un rol menor per la UE i la seva PESC.
| Organització internacional                                                     | Estatus legal                     |
| ------------------------------------------------------------------------------ | --------------------------------- |
| Organització Mundial del Comerç                                                | Membre                            |
| Organització de les Nacions Unides per a l'Agricultura i l'Alimentació         | Membre                            |
| Banc Europeu de Reconstrucció i Desenvolupament                                | Membre                            |
| Codex Alimentarius                                                             | Membre                            |
| Eurocontrol                                                                    | Membre                            |
| Energy Commission                                                              | Membre                            |
| Conferència de la Haia de Dret Internacional Privat                            | Membre                            |
| Organització Intergovernamental per al Transport Internacional per Ferrocarril | Membre                            |
| Organització Mundial de Duanes                                                 | Membre de facto                   |
| Organització de Cooperació i Desenvolupament Econòmic                          | Quasi membre                      |
| Assemblea General de les Nacions Unides                                        | Observadora amb drets addicionals |
| Consell de Seguretat de les Nacions Unides                                     | Exclosa                           |

## Principis
D'acord amb l'article 21 del Tractat de la Unió (TUE), l'acció de la Unió a l'escena internacional es fonamenta en el respecte a un conjunt de principis i l'ordenació a un conjunt d'objectius que s'enumeren en aquest mateix precepte. Els «principis» fonamentadors de l'acció exterior de la Unió, que poden classificar-se, sense detriment de la seva igual categoria constitucional, a materials –una sort de principis-valors– i funcionals, són els següents: la dignitat humana –principi material–; la universalitat i indivisibilitat dels drets humans i de les llibertats fonamentals –principi material–; la democràcia i l'Estat de Dret –principi material–; els principis d'igualtat i solidaritat entre els homes i els pobles i nacions del món –principi material–; el respecte del Dret internacional, i en particular dels principis continguts en la Carta de les Nacions Unides –principi funcional–; la cooperació –principi funcional–; el multilateralisme, de forma especial en el marc de les Nacions Unides –principi funcional–.
Així mateix, i dins del respecte dels principis anteriors, són «objectius» que la Unió ha de perseguir –s'observa una certa reiteració, en alguns casos literal, entre els principis i els objectius– en la definició i execució de les seves polítiques comunes i accions en tots els àmbits de les relacions internacionals: la defensa dels seus valors i interessos fonamentals, la seva seguretat, la seva independència i la seva Integritat territorial; la promoció i consolidació de la democràcia, l'Estat de Dret, els drets humans i el Dret internacional; el manteniment de la pau i la prevenció de conflictes, cercan una major seguretat internacional i en el marc de la Carta de l'ONU, l'Acta final de Hèlsinki i la Carta de París; el suport al desenvolupament sostenible, incloent la protecció del medi ambient i l'erradicació de la pobresa; l'ajut en situacions de crisi o catàstrofe natural o humana; l'evolució del sistema internacional sobre les bases d'una cooperació multilateral estable i un millor govern mundial.
Han de tenir-se en compte, així mateix, els denominats «valors de la Unió», continguts a l'article 2 TUE, i dels quals els principis de l'acció exterior no són sinó un específic desenvolupament i adaptació a l'àmbit de les relacions internacionals; d'igual forma, ha de valorar-se l'article 3.5 TUE, que estableix com un dels objectius generals de la Unió una acció exterior cohesionada i coherent als seus valors.
L'article 3 i 21 estableixen que l'acció internacional de la UE ha de guiar-se pel respecte als principis de la Carta de les Nacions Unides, fent esment als objectius de mantenir la pau, prevenir conflictes i enfortir la seguretat internacional. Així mateix, el tractat estableix que les misisons de la PESC es portin a terme sota el marc de les Nacions Unides, també per a la cooperació pel desenvolupament i l'ajuda humanitària.

## Objectius
Un dels objectius de l'acció exterior de la UE és promoure una societat internacional basada en el multilateralisme, on es produeixi una forta cooperació a través d'organitzacions internacionals i l'acció dels estats sigui regulada pel dret internacional.
L'aposta de la UE pel multilateralisme es van plasmar en l'article 21 del Tractat de la Unió Europea, pel qual la Unió Europea ha de desenvolupar relacions i construir aliances amb organitzacions internacionals, regionals i globals, i promoure solucions multilaterals als problemes comuns. La Unió Europea és en si una organització de cooperació multilateral, per això, el multilateralisme s'ha considerat un dels fonaments de la seva política exterior, i s'ha descrit la UE com un microcosmos del multilateralisme dins el sistema internacional.

## Representació i coordinació
La representació exterior de la Unió Europea pot classificar-se en dos blocs més o menys compactes, jurídicament diferenciats, i que responen també a un sistema de funcionament i organització enterament diferent en cada cas. Aquests dos blocs es divideixen en les matèries relatives a la política exterior i de seguretat comuna (PESC), per una banda, i les matèries que no formen part de la PESC, per altra banda.
Així mateix, en la representació de la UE davant la societat internacional també és d'interès el debat al voltant del concepte de veu única, és a dir, quina posició han d'adoptar els estats membres i la Unió Europea per maximitzar la seva influència en les relacions internacionals. Aquest concepte és utilitzat per referir-se tant a la Unió Europea defensant una posició en nom dels estats membres, com que cada estat de la UE defensi la posició de la Unió Europea.
Els estudis han mostrat que no existeix una relació causal entre una representació més unificada i una major rendiment. En alguns contextos, com ara en l'Organització Mundial del Comerç, un únic actor defensant els interessos de la Unió Europea s'ha considerat efectiu. Tanmateix, en la majoria d'organitzacions internacionals, s'ha considerat més efectiu que els diversos estats membres mobilitzin les seves estructures diplomàtiques per plantejar cadascun un missatge comú. Aquest és el cas, per exemple, de la conferència de revisió del Tractat de No Proliferació d'Armes Nuclears o diverses negociacions mediambientals.
Així mateix, una major coordinació no necessàriament porta a un major impacte de la Unió Europea a nivell internacional. En els casos en què les decisions es prenen per majoria, una posició molt ambiciosa i fortament coordinada pot portar a perdre les votacions. També, es pot donar el cas que la UE inverteixi massa temps en la coordinació i descuidi les negociacions amb altres estats. A més, moltes de les negociacions internacionals es duen a terme en els passadissos, on la UE no és sempre prou activa.

### En la política exterior i de seguretat comuna (PESC)
El Tractat de la Unió Europea estableix en l'article 27 que l'Alt Representant ha de representar la UE en les matèries relacionades amb els afers exteriors i la política de seguretat. Aquest òrgan ha de ser el que expressi la posició de la UE en les organitzacions i conferències internacionals. Per la seva banda, les delegacions de la UE actuen sota l'autoritat de l'Alt representant i assumeixen la representació de la UE en les tasques del dia a dia, tal com estipula l'article 221 del Tractat de Funcionament de la Unió Europea.
Tant si la Unió Europea és membre de l'organització internacional, com si és observadora, els estats membres i la Unió Europea han d'actuar de manera coordinada i contribuir en formular i implementar una posició comuna en la PESC. L'article 34 del TUE estableix una sèrie d'obligacions sobre com s'ha de dur a terme aquesta coordinació. De manera resumida, les obligacions són que l'Alt Representant ha de ser qui organitzi la coordinació, que els estats membres mantinguin la posició de la UE en les organitzacions internacionals i que mantinguin informada tant la Unió Europea com els estats membres sobre aquelles qüestions d'interès comunitari que es tractin en organitzacions internacionals en les quals no en formen part.
No obstant això, el poder de representació de l'Alt Representant i de les delegacions de la UE, així com l'obligació d'actuar de manera coordinada, van ser limitats en les declaracions 13a i 14a del Tractat de Lisboa. En aquestes declaracions es va establir que la PESC no afecta les responsabilitats existents de cada estat ni els seus poders en generar i dur a terme la seva política exterior, com tampoc la seva representació en el si d'organitzacions internacionals ni en les relacions amb altres estats. Així doncs, els estats membre van reservant-se certa autonomia en la política exterior i de seguretat, especialment en relació amb el Consell de Seguretat de les Nacions Unides.
Els estats membre que formen part del Consell de Seguretat de les Nacions Unides estan obligats per l'article 34 del Tractat de la Unió Europea a convidar l'Alt Representant a presentar la posició de la Unió Europea quan aquesta té una posició definida en qualsevol tema inclòs en l'agenda del Consell.

### En qüestions no relacionades amb la PESC
En les polítiques no relacionades amb la PESC, la representació correspon a una o altre actor segons qui tingui la titularitat de la competència en qüestió. Quan es tracta de competències de titularitat estatal, els estats membre negocien separadament, cadascun amb el seu representant. Pel que fa a competències exclusives de la Unió Europea, la Comissió Europea s'encarrega de la negociació i, facultativament, la Presidència del Consell de la UE fa de portaveu (article 218 TFUE i l'article 17 TUE).
En competències compartides, en general s'adopta un model de representació dual en el qual la Comissió Europea (per part de la UE) i la Presidència del Consell (per part dels estats membre) es fan càrrec de la representació. L'entrada en vigor del Tractat de Lisboa el desembre de 2009 va generar tensions entre aquestes dues institucions i divergències entre els estats membres. Concretament, sobre la qüestió de qui és responsable de crear els esborranys sobre les posicions de la UE, qui els hauria de presentar i en nom de qui.
A la pràctica, però, no sempre se segueixen les normes establertes i poden adoptar-se models informals tenint en compte consideracions pragmàtiques. Així, per exemple, en matèries mediambientals, s'ha identificat el "sistema de país líder", "líder negociador" o "líder temàtic". En aquest model alguns estats membre assumeixen la preparació i representació de la posició de la UE pel fet de tenir un major interès en les matèries en discussió o perquè estan majors capacitats per a la negociació. Una vegada s'adoptat un sistema de representació informal, s'ha observat com aquest és assumit pels diversos actors de la UE i esdevé una pràctica estandarditzada.
Els sistemes de representació informal afavoreixen la continuïtat i la posada en comú d'expertesa, també reparteixen la càrrega de representar la UE i permeten involucrar els estats membre interessats en el procés de negociació. S'han mostrat efectius especialment en les negociacions dutes a terme pels funcionaris en els grups de treball. No obstant això, la seva efectivitat disminueix a mesura que la qüestió incrementa en politització, com pot succeir en les negociacions finals d'acords que tenen una certa rellevància política. En aquests casos, els sistemes informals solen ser rebutjats, poden entrar en escena ministres, caps d'estat o govern, i es produeix llavors una lluita interna per qui ha de representar la UE.
Pel que fa al grau de coordinació, varia d'organització a organització. En alguns casos la coordinació és molt alta, com ara en l'Organització Mundial del Comerç; mitjana, per exemple en l'Assemblea General de les Nacions Unides o l'Organització de Cooperació i Desenvolupament Econòmic; o baixa, és el cas del Consell de Seguretat de les Nacions Unides o el G8.
El lloc on es duu a terme la coordinació també varia segons l'organització. Els estats membres coordinen la seva acció al Consell de la UE, per exemple, per a les negociacions de l'Organització Mundial del Comerç o qüestions mediambientals. En altres casos, la coordinació es duu a terme a la seu de l'organització internacional, com ara l'Organització Internacional del Treball o l'Organització Mundial de la Salut.

## Organigrama
La Unió compta amb un organigrama integrat per a tota la seva acció exterior.

### Alt Representant

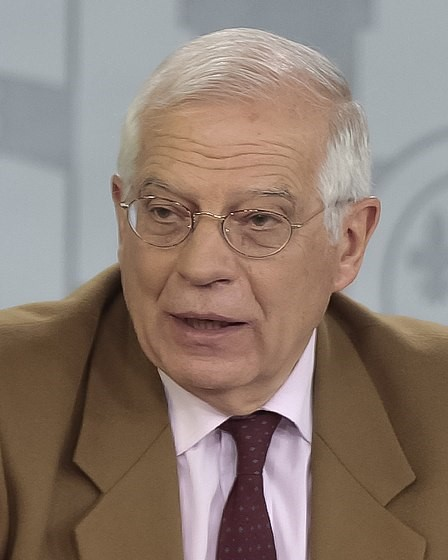
Josep Borrell, actual Alta Representant de la Unió

La comuna perspectiva i l'enfocament unitari d'aquestes dues branques –internament complexes– de l'acció exterior venen garantits per les feines de direcció i orientació politicoadministratives encomanades, en confluència institucional única, a l'Alt representant de la Unió Europea per a Afers exteriors i Política de Seguretat(AR) Aquesta figura política, actualment ocupada per la socialista Espanyol Josep Borrell, originàriament ideada per la Convenció que va redactar la Constitució Europea i inclosa en ella amb el nom –menys confús, però també més simbòlic– de «Ministre d'Afers exteriors de la Unió», és el resultat de la unificació de tres llocs amb rellevància externa, que anteriorment romanien diferenciats: l'Alt representant del Consell per a la Política exterior i de Seguretat Comuna (àmbit PESC), el ministre d'assumptes exteriors del país que ocupés la presidència semestral del Consell, i el membre de la Comissió encarregat de les Relacions exteriors. Posat en funcionament amb l'entrada en vigor del Tractat de Lisboa l'1 de desembre de 2009, aquest càrrec combina aquests tres instruments d'actuació, que es reflecteixen en l'exercici consumat de tres funcions orgàniques: 
- l'AR és el més alt mandatari del Consell a la PESC, que encapçala;
- és president del Consell d'Afers exteriors;
- i és, finalment, un dels vicepresidents de la Comissió, el qual s'encarrega de la cartera de Relacions exteriors i coordina el conjunt de l'acció exterior assumit per la Comissió.

### Servei exterior
Per al millor exercici de les seves funcions i una major cohesió a les polítiques, l'AR compta, a més a més de les estructures administratives de la Comissió i de la Secretaria General del Consell, amb la permanent assistència en les seves activitats d'un Servei Europeu d'Acció Exterior, que dirigeix, i amb les seves estructures interna –el seu quarter general se situa en Brussel·les– i externa –les Delegacions de la Unió a l'estranger, o «ambaixades»–.

#### Delegacions diplomàtiques
L'entrada en vigor del Tractat de Lisboa el 2009 va suposar la unificació de la representació exterior comunitària. Les velles delegacions separades de diverses institucions, de forma especial del Consell i de la Comissió, van deixar pas a una nova xarxa diplomàtica de vocació unitària de la Unió per tothom, materialitzada en la fusió d'aquelles estructures diverses a un tipus únic de legació internacional: les noves «Delegacions de la Unió». Aquestes missions, dirigides cada una per un Cap de Delegació, estan integrades en l'estructura orgànica del Servei Exterior, i es troben subjectes a l'autoritat última de l'Alt Representant. Freqüentment han estat comparades a autèntiques ambaixades europees, i sembla que, amb totes les limitacions que comporta la representació diplomàtica no estatal, aquesta denominació que ha acabat per imposar-se col·loquialment no és completament desencertada, perquè en efecte presenten importants semblances. Així doncs, pot acceptar-se la seva equiparació a un sistema d'ambaixades, sempre que es retingui la seva peculiaritat sui generis i la seva naturalesa única i, en la mateixa mesura, inèdita.
Les delegacions de la Unió tenen encomanada la coordinació, en la mesura del possible, del conjunt de representacions diplomàtiques i consulars dels Estats membres situades a la seva mateixa demarcació geogràfica. Fins al 2009, aquesta tasca era assumida per la xarxa d'ambaixades de l'Estat que ostentés en cada moment la Presidència de torn del Consell.

#### Representants especials
D'acord amb els Tractats, el Consell pot anomenar, proposta de l'Alt Representant i subordinats a l'autoritat d'aquest, un o més Representants especials proveïts d'un mandat amb relació a qüestions polítiques o àrees geogràfiques concretes.
Encara que la perspectiva de l'entrada en funcionament del Servei Exterior ha obligat a replantejar l'estructura d'aquestes Representacions especials, roman activa la configuració dissenyada sota el mandat de l'Alt Representant anterior, Javier Solana. D'acord amb la mateixa, existeixen deu Representants especials de la Unió, per entre els quals destaquen, pel seu pes polític i la seva rellevància internacional, els enviats per al conflicte al Pròxim Orient, Bòsnia i Hercegovina, Kosovo i l'Afganistan. S'ha criticat de vegades la sobrerepresentació diplomàtica de caràcter especial a la regió dels Balcans.

### Altres departaments i serveis
Malgrat el considerable esforç d'unificació de la representació exterior de la Unió que va suposar el Tractat de Lisboa, l'especificitat d'algunes de les activitats desenvolupades per unes certes institucions comunitàries a l'àmbit internacional aconsella de vegades una certa autonomia de gestió, que pot comportar una adscripció orgànica aliena al Servei Exterior, per al bon funcionament i l'eficàcia dels seus serveis o oficines pròpies a l'exterior. Aquest és, per exemple, el cas de la cooperació interparlamentària a nivell internacional que promou i porta a terme el Parlament Europeu amb els òrgans legislatius de tercers països. Aquestes oficines del Parlament Europeu a l'exterior exerceixen les seves pròpies funcions amb gran autonomia, i estan únicament subjectes a les instruccions que pugui dirigir-los en el seu cas l'Eurocambra.
També exerceixen unes certes funcions d'assistència, d'acord amb l'Alt Representant de la Unió, els serveis i les legacions diplomàtiques i consulars de l'Estat membre que reté la presidència de torn del Consell, encara que com és obvi no es tracta d'unitats administratives comunitàries, sinó d'administracions exteriors nacionals que executen o recolzen indicacions i accions de la Unió a l'estranger.
I això no és obstacle, naturalment, perquè totes aquestes estructures autònomes o independents cooperin estretament amb el Servei Exterior europeu i amb les ambaixades nacionals dels Estats membres, i que es consultin i informin de les seves activitats amb regularitat.
Tots els altres serveis comunitaris i estructures administratives de la Unió amb projecció exterior es troben integrats en les Delegacions europees i sotmesos a la direcció del Cap d'aquesta mateixa, deixant de banda la salvaguarda dels procediments aplicables a la presa de decisions a cada una de les diferents polítiques europees.

## Política exterior i de Seguretat Comuna

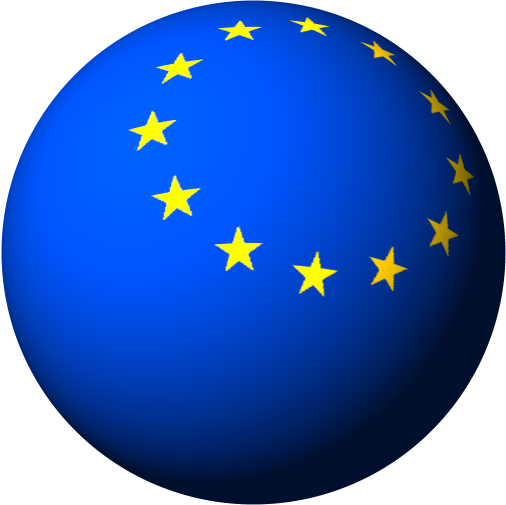
La PESC conforma el «pilar» intergovernamental de l'acció exterior de la UE

La Política Exterior i de Seguretat Comuna (PESC) es va establir a l'empara del Tractat de Maastricht de 1992, que va entrar en vigor el 1993, i es va veure reforçada pel Tractat d'Amsterdam de 1997, que va entrar en vigor el 1999. La PESC és el vessant més plenament polític de l'acció exterior. El seu àmbit d'actuació, tan ampli com indefinit, enclou totes les potencialitats que vulguin donar-li els Estats membres, en un àmbit, el de la política exterior més pura i tradicional, l'especial sensibilitat de la qual va aconsellar enquadrar-ho a l'àmbit més pròpiament intergovernamental de la Unió Europea. Tant és així que la seva regulació es manté separada de la resta de preceptes relatius a les polítiques de l'acció exterior contingudes en el Tractat de Funcionament de la Unió Europea (TFUE), i se'n troba tota ella al Capítol 2n del Títol V del Tractat de la Unió Europea (TUE).

### Situació
De moment la PESC ha experimentat un desenvolupament desigual d'acord amb les àrees geogràfiques i amb els diferents moments polítics. La regla de la unanimitat que regeix per a les decisions més rellevants fa molt difícil assolir acords de pes en les matèries més sensibles o que més divisions d'enfocament comporten. Així, assumptes de la màxima importància global, com són les guerres de l'Afganistan o de l'Iraq, continuen avui dia vedades a l'acció comuna europea per raó de la distància que enfronta les diferents perspectives i sensibilitats nacionals sobre això.
Així i tot s'han produït avenços que, encara que de vegades lents i en general portats discretament, no deixen d'ésser molt significatius políticament; així, cada vegada són més freqüents els comunicats, posicions i fins i tot accions comunes que la Unió adopta en relació amb els esdeveniments mundials més urgents, i la coordinació, o quan menys el sondeig mutu de les actuacions nacionals en política exterior s'han convertit en una pràctica habitual, creant un ambient de cooperació multilateral creixent entre els Estats d'Europa en els seus posicionaments polítics, encara que la Unió com tal no aconsegueixi adoptar una política pròpia.
D'altra banda, existeixen determinades àrees d'influència en les que un esforç particularment intens, i de vegades la fermesa personal de l'Alt Representant anterior, Javier Solana, per part dels Estats membres i de les instàncies europees, han propiciat la creació i el desenvolupament d'una veritable política exterior comuna europea, de vegades sobre zones de conflicte d'indubtable rellevància i complexitat. Aquest ha estat el cas de la política europea al Pròxim Orient, on la Unió ha adoptat una autèntica posició pròpia i comuna a tots els seus Estats. Aquesta coordinació va donar els seus fruits amb especial apreciació quan la Unió Europea va ser inclosa com un més dels quatre membres de l'anomenat «Quartet per a la Pau» al Pròxim Orient, junt amb els Estats Units, Rússia i les Nacions Unides.
Semblant unitat política a les reaccions nacionals i comunitària, al si de la PESC, s'ha produït en situacions de crisi com la que va esclatar a Myanmar (antiga Birmània) el 2008, o la que es prolonga encara a l'Iran amb motiu de l'anomenat Moviment Verd i del programa nuclear iranià, on els Estats Units i d'altres països aliats van delegar a la Unió Europea i el seu Alt Representant la portada i el seguiment de les negociacions amb la República Islàmica.

### La política comuna de seguretat i defensa

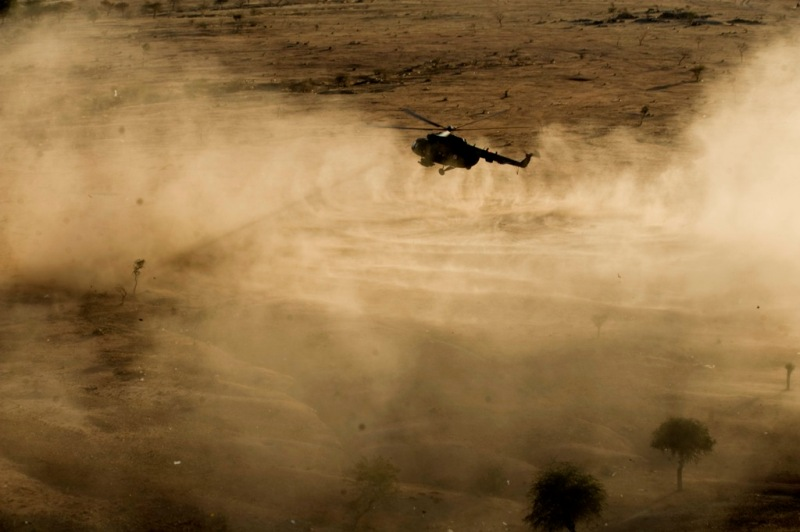
Helicòpter de l'Estat Major de la Unió Europea a la missió del Txad

El Tractat d'Amsterdam va instituir la Política Europea de Seguretat i Defensa (PESD), el vessant operatiu armat de la PESC, amb la qual s'obria la possibilitat de crear posteriorment una estructura comuna de defensa, que «podrà conduir una defensa comuna». L'entrada en vigor del Tractat de Lisboa va rebatejar aquesta política, significativament, amb el nom actual de Política Comuna de Seguretat i Defensa, i va reforçar significativament les seves capacitats i els seus instruments d'actuació real en obrir la possibilitat d'establir una cooperacció estructurada permanent entre alguns Estats membres més disposats i millor dotats en matèria d'armament i capacitats defensives.
Particular rellevància té a l'àmbit de la política comuna de seguretat i defensa l'anomenada «clàusula de defensa comuna» continguda a l'apartat 7è de l'article 42 del Tractat de la Unió, d'acord amb la qual si un Estat membre és objecte d'una agressió armada en el seu territori, els altres Estats de la Unió «hauran de» prestar-li ajut i assistència «per tots els mitjans al seu abast». Aquesta clàusula, adoptada amb l'entrada en vigor de Lisboa, s'inspira nítidament en què conté, en semblants termes, el Tractat de l'Atlàntic Nord. Els Estats podran canalitzar aquesta assistència a través l'organització creada pel mencionat tractat.

#### Situació
És la política de defensa un àmbit que, per la seva indubtable vinculació amb l'anomenat «nucli dur» de la sobirania nacional, ha resultat de complexa activació en l'àmbit comú, malgrat haver estat una de les àrees que primer es va perseguir unificar als inicis de la construcció europea, a través de la fracassada Comunitat Europea de Defensa. El record d'aquell intent frustrat va enterrar durant molt de temps les ambicions europeistes en l'àmbit de la defensa. Tanmateix, la reactivació exterior que es va produir primer a Maastricht, i posteriorment a Ámsterdam, assolint la matèria de la defensa, ha procurat gestionar-se, especialment en aquest últim punt, amb la màxima cautela i un alt grau de discreció, intentant no aixecar susceptibilitats nacionals ni mediàtiques a països on l'opinió pública o sectors d'influència són particularment reticents, com és el cas de Gran Bretanya o Irlanda. Així és com a poc a poc, i a través de missions concretes i limitades temporal i logísticament, el Consell va anar estenent prudentment una xarxa d'aplicacions i interessos de naturalesa militar en determinats àmbits geogràfics, aquells en què una actuació comuna era convenient internacionalment i acord, internament, amb una política comuna exterior europea: aquest va ser el cas de les missions armades que va portar a terme la Unió Europea a la franja de Ghazza (vigilància fronterera), la República Democràtica del Congo (supervisió electoral civil i de seguretat), els Balcans (a on va succeir a l'OTAN en les seves funcions de supervisió de reconstrucció i seguretat), etc...
El potent impuls que a l'àmbit institucional ha suposat per a la política comuna de seguretat i defensa el Tractat de Lisboa, i la cada vegada més patent evidència que ofereixen a la indústria de la defensa les economies d'escala que produiria una política comuna, o quan menys coordinada, a nivell europeu, amb manifests avantatges per a països més obsolets o menys desenvolupats militarment, així com el creixent desenvolupament d'una fragmentada però veritable política exterior i de seguretat comuna, semblen dirigir-se, amb el fort impuls d'un nucli dur de països encapçalats per França, Itàlia, Espanya, Polònia, etc. i, en més petita mida, Alemanya, a una reactivació significativa de la política comuna de seguretat i defensa.

### Estratègia Europea de Seguretat de 2003
Al desembre de 2003 el Consell Europeu reunit a Brussel·les va aprovar la proposta de l'Alt Representant Solana que contenia la primera estratègia Europea de Seguretat. El document adoptat es proposava identificar els principals reptes als quals havia d'enfrontar-se Europa als anys esdevenidors, entre els quals destaquen el terrorisme, el crim organitzat de dimensió transfronterera i la viabilitat dels «estats frustrats», com a amenaces de primer ordre a la seguretat del continent i que requereixen un tractament coordinat a escala europea. També s'establien els objectius concrets que havien d'assolir la Unió i els seus Estats membres per afrontar-se adequadament a un entorn mundial canviant i, per tant, freqüentment inestable.
Encara que l'eficàcia de la primera EES s'ha vist significativament limitada pel necessari desplegament efectiu -amb els seus obstacles- i en paral·lel d'una política exterior unitària, el seu influx ha estat clar a les actuacions europees a l'àmbit de la política exterior i de seguretat comuna, així com ha deixat una empremta a les estratègies nacionals de seguretat adoptades pels seus Estats membres.

## Altres polítiques comunes a l'àmbit de l'acció exterior
Es tracta en aquest cas de les tradicionalment denominades polítiques del pilar comunitari, és a dir, aquelles que es condueixen per mètodes de govern pròxims al model federal o supranacional. En aquestes matèries, el procés de presa de decisions se subjecta als procediments legislatius i al mètode de gestió i aplicació propi de les institucions comunes; així, podem dir que, en general, el Parlament i el Consell legislen, i de vegades decideixen, la Comissió executa i gestiona i el Tribunal de Justícia, i el de Comptes en el seu cas, controlen mitjançant la seva jurisdicció la bona portada jurídica i financera d'aquestes polítiques. Els Estats membres participen essencialment a través del Consell i, a l'establiment de les prioritats generals, mitjançant el Consell Europeu.

### Relacions exteriors i el departament RELEX

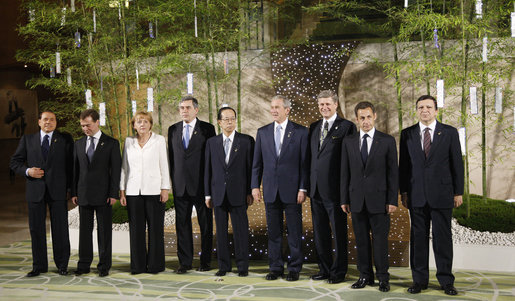
Reunió del G-8 el 2008

«Relacions exteriors» és com es denomina a Europa el conjunt de relacions internacionals en l'àmbit polític general que manté la Unió amb el món i que siguin alienes a la política exterior i de seguretat comuna. Malgrat lo confús d'aquesta ambivalent terminologia, la distinció ha reduït considerablement la seva importància des de la fusió dels llocs d'Alt Representant i Comissari de Relacions Exteriors en un sol càrrec, perquè les funcions d'aquest últim, reconductibles a la direcció general RELEX de la Comissió, es reduïen últimament a la representació exterior general de la Comissió Europea i les seves polítiques en el món.
Malgrat tot, el paper del departament de Relacions Exteriors continua exercint un paper fonamental, perquè és la seva funció la de coordinar de manera coherent el disseny i el desplegament de totes les altres polítiques comunitàries a la seva projecció exterior. Així, correspon al Comissari del ram, l'Alt Representant amb rang de Vicepresident, l'organització regular de les famoses cimeres bilaterals o, en el seu cas, multilaterals, de la Unió Europea amb tercers països. La profunda empremta política, del departament RELEX, influeix decisivament en tota l'acció exterior europea, i la seva empremta es deixa sentir a tots els altres departaments de la Comissió Europea. D'aquí deriva el conegut interès dels Estats, particularment els més grans, en situar els seus nacionals en llocs de responsabilitat en aquesta direcció general. Com Alt Representant de la Unió, l'actual Comissària de Relacions Exteriors, amb rang de Vicepresidenta de la Comissió, és la socialista britànica Catherine Ashton.

### Política comercial comuna
La política comercial comuna és sens dubte una de les més rellevants de la Unió, no solament a l'exterior sinó internament, a causa de les ingents masses i fluixos econòmics que depenen d'ella; no és irrellevant sobre això el fet que la Unió sigui la primera potència comercial –exportadora i importadora– del món, amb un 17% de quota del mercat global, i a considerable distància de la resta de països en l'import econòmic de les transaccions, llevat dels Estats Units –16% de quota global–, que és, a més a més, el seu principal soci comercial. Com a política típicament comunitària, la seva projecció exterior és enormement significativa, perquè es tracta d'una competència exclusiva de la Unió, el que fa recaure en el seu gestor polític, el Comissari europeu de Comerç, la representació i gestió exterior única i la total capacitat negociadora del bloc europeu, particularment dins de l'Organització Mundial del Comerç (OMC), que amb particular interès va contribuir a fundar. Des d'aleshores la Unió ha estat molt involucrada en el procés de reglamentació internacional del comerç que va començar en la Ronda de Doha, encara que des d'alguns altres països, particularment els més desenvolupats, s'ha criticat l'existència d'un doble joc a la política de Brussel·les, que, ben disposta en les negociacions, no en fa tanmateix passos decisius al desarmament aranzelari que el lliure comerç mundial requereix.
Els acords comercials i d'associació especial que la Unió contreu amb tercers països constitueixen sens dubte un instrument privilegiat de l'anomenada «diplomàcia dels negocis» i de la política exterior «tova» o «política del garrot i la pastanaga», els fruits de la qual són molt valorats, especialment a l'entorn més pròxim, com la franja sud del Mediterrani, on influeixen significativament com un element d'estabilització i de desenvolupament econòmic. Els coneguts com «sistemes de preferència generalitzada» i les reduccions duaneres que porta la seva aplicació al comerç amb països en via de desenvolupament associats, són un exemple clar de l'estreta vinculació que existeix entre la política comercial comuna i la política de desenvolupament i cooperació a la Unió Europea.
Aquests mecanismes no són freqüents a les relacions comercials que la Unió manté amb els seus principals bescanviadors, com són els casos dels Estats Units, la República Popular de la Xina i el Japó, als casos dels quals s'apliquen les normes generals de l'OMC. També s'ha desplegat una xarxa d'acords comercials bilaterals no tipificats, minuciosament negociats i molt específics; com amb Rússia i d'altres repúbliques exsoviètiques i amb alguns altres estats asiàtics i sud-americans.

### Polítiques de cooperació i ajut humanitari

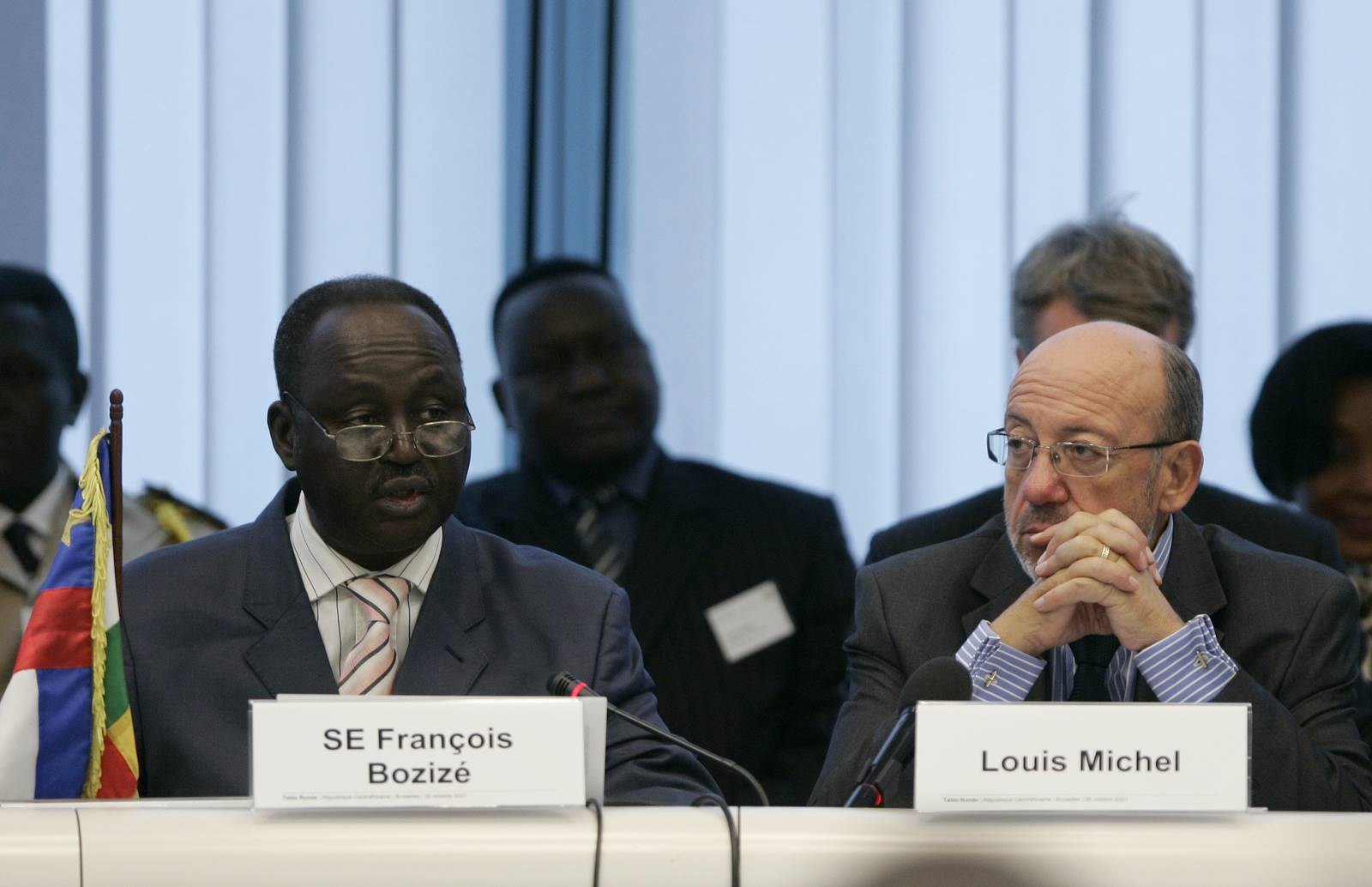
Conferència euro-africana sobre Cooperació al Desenvolupament (2007).

La UE i els seus Estats membres paguen més de 30.000 milions d'euros –6.000 es canalitzen a través de la UE– cada any com ajut a països en via de desenvolupament. EuropeAid, la direcció-general encarregada de cooperació internacional, implementa els projectes i programes als països de l'Àsia, l'Amèrica Llatina, països de veïns de la UE, Russia i les regions de l'Àfrica, Carib i Pacífic (ACP). Per a l'any 2006, la UE es va comprometre a augmentar aquesta quantitat a 39.000 milions. Encara que els països industrialitzats, han injectat un ajut anual del 0,7% del seu PIB, solament Luxemburg, els Països Baixos i Suècia han aconseguit aquest objectiu. La mitjana en el conjunt de la Unió és del 0,34%, percentatge superior al dels Estats Units o al del Japó.
El Banc Europeu d'Inversions (BEI), organisme de finançament a llarg termini de la UE, realitza préstecs sense interessos i proporciona capital per a inversions. El 2003, va efectuar préstecs als països en desenvolupament fora d'Europa per valor de 3.600 milions d'euros.
Quasi la meitat dels diners gastats per ajudar els països pobres a nivell mundial, prové de la UE i dels seus Estats membres, el que els converteix alhora en el més gran donant del món.

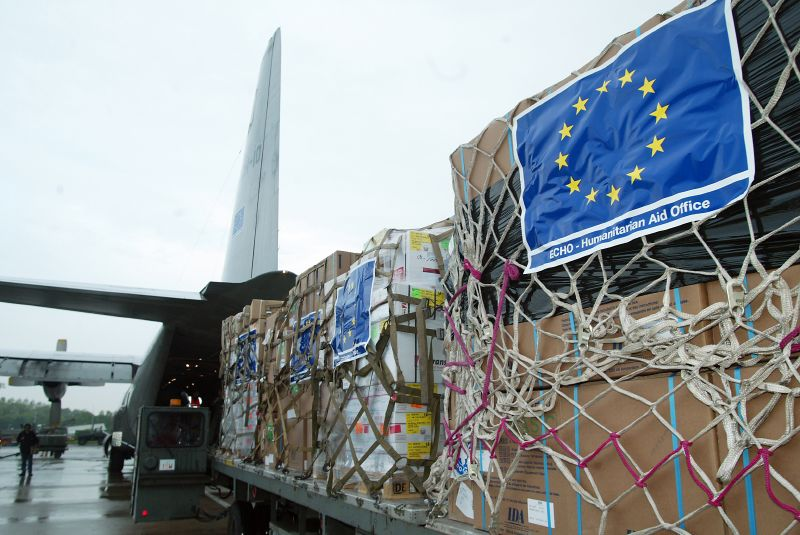
Carregament humanitari per laRepública Democràtica del Congo

- Programa TACIS: (en anglès: Technical Assistance to the Commonwealth of Independent States) Programa relatiu a la concessió d'assistència als Estats socis d'Europa Oriental i l'Àsia central.
- Agència Europea de Reconstrucció: Responsable de la gestió dels principals programes d'assistència de la UE a Sèrbia, Montenegro i Macedònia del Nord. La seva seu central es troba a la ciutat de Tessalònica.[12]

### Àmbits específics d'acció exterior
Sota aquesta denominació s'engloben un conjunt d'actuacions i mesures concretes que prevenen els Tractats i que, per la seva utilitat horitzontal, poden aplicar-se a qualssevol dels àmbits de l'acció exterior abans ressenyats. Es tracta fonamentalment de tres els supòsits que es recullen a continuació.

#### Acords internacionals
D'acord amb el TUE, la Unió podrà subscriure acords amb un o diversos Estats u organitzacions internacionals a qualsevol dels àmbits compresos a l'acció exterior, inclosa la política exterior i de seguretat comuna. Els mencionats acords podran subscriure's bé per previsió expressa dels Tractats, bé com a medi per assolir algun dels objectius de la Unió en qualssevol altres àmbits o al vessant exterior de les seves polítiques. Els acords internacionals de la Unió vinculen tant a les seves institucions com als seus Estats membres.
Els acords es negocien i en el seu cas subscriuen per mandat del Consell a la Comissió o al seu vicepresident exterior, l'Alt Representant, que conduiran la negociació d'acord amb les directrius que aquell pogués dictar-li a la seva autorització. El negociador presenta d'aquest mode una proposta d'acord davant el Consell, que concedeix o denega el seu consentiment a la celebració de l'acord. Malgrat tot, per a la completa ratificació del tractat es requerirà, llevat d'àmbits exclusius de la política exterior i de seguretat comuna, l'aprovació del Parlament en darrer terme.
La Comissió, el Parlament, el Consell, o qualsevol Estat de la Unió podran sol·licitar dictamen previ de conformitat amb els Tractats de la Unió al Tribunal de Justícia de la Unió. Si la pronúncia d'aquest fos negatiu, l'acord no podrà ser subscrit sense una modificació que corregeixi les incompatibilitats.
Existeix un règim negociador específic per als acords internacionals en matèria monetària o taxa de canvi, el procés dels quals correspon al Banc Central Europeu la negociació directa, en estreta associació amb el Consell, la Comissió i el Parlament.
El mètode d'acords o tractats internacionals subscrits per la Unió en solitari, o per la Unió i els seus Estats alhora, amb tercers països o organitzacions internacionals, constitueixen un medi d'actuació i presència internacional extremament útil i molt emprat. Són molt nombrosos els compromisos que per qualsevol d'aquestes formes ha contret Europa en l'escena internacional, com molts són també els àmbits i les polítiques per ells regulats o afectats. Tenen particular rellevància els anomenats «acords d'associació» i els «acords d'estabilització», amb enormes repercussions en els àmbits comercial i polític, respectivament.

#### Mesures restrictives
Al marc de les polítiques comunes integrants de l'acció exterior de la Unió, i en particular a l'àmbit de la política exterior i de seguretat comuna, el Consell podrà acordar, prèvia proposta conjunta de la Comissió i de l'Alt Representant, la interrupció o reducció de les relacions econòmiques, financeres o comercials amb tercers països, i adoptarà en els mateixos termes les mesures necessàries sobre això, pronunciant-se per majoria qualificada. Si la gravetat de la situació l'ho exigís, la Unió podrà adoptar també mesures restrictives contra persones físiques o jurídiques, grups o entitats no estatals.
Si fins avui aquest instrument de sanció se n'ha utilitzat més com a instrument de coerció prèvia que com a aplicació jurídica efectiva, en l'actualitat és objecte de nombroses discussions per la determinació del Consell i de l'Alt Representant d'adoptar sancions d'aquest tipus contra la República Islàmica de l'Iran per raó del seu programa nuclear no supervisat.
Tanmateix, ja existeix un paquet de mesures restrictives o «sancions», com es coneixen comunament, efectives i en vigor, adoptades el 2002 contra Cuba, pel seu flagrant violació dels drets humans dels dissidents i opositors, i per l'absència d'un Estat de Dret, encara que la seva utilitat ha estat posada en qüestió en diverses ocasions, trobant-se en estudi de revisió.

#### Clàusula de solidaritat
D'acord amb la clàusula de solidaritat continguda a l'article 222 del TFUE, la Unió i els seus Estats prestaran tota l'assistència necessària, civil i militar, en cas d'un atac terrorista, o catàstrofe d'origen natural o humà, contra qualsevol de les seves parts, prèvia petició de les autoritats nacionals de l'Estat membre concernit. Així mateix es comprometen a protegir, i en el seu cas defensar, les institucions democràtiques i la població civil davant les situacions d'emergència previstes.
Aquesta clàusula és complementària, però no idèntica, a la clàusula de defensa mútua en cas d'atac armat que preveu l'article 42.7 del TUE. A causa de la seva novetat –va entrar en vigor amb el Tractat de Lisboa en 2009–, la clàusula de solidaritat no ha estat encara aplicada mai.

## Polítiques i accions comunes en particular
Les relacions de la Unió Europea amb la resta del món són tractades pel Consell d'Assumptes Generals i Relacions Exteriors. Cal dir que l'article 216 del Tractat de Funcionament de la UE estableix la possibilitat que la UE pugui celebrar acords, no només amb tercers països sinó també amb organitzacions internacionals. Així és el mateix tractat que reconeix aquesta capacitat de la UE per celebrar acords amb altres organitzacions internacionals. També l'article 220 d'aquest tractat, fa referència al fet que la UE podrà establir tota mena de cooperació adequada dintre de la qual s'inclou la possibilitat de celebrar acords internacionals amb els òrgans de les Nacions Unides i dels seus organismes especialitzats com són el Fons Monetari Internacional (FMI), l'Organització Mundial de la Salut (OMS), i l'Organització Internacional del Treball (OIT).

### Entorn europeu: Rússia, Turquia i els Balcans

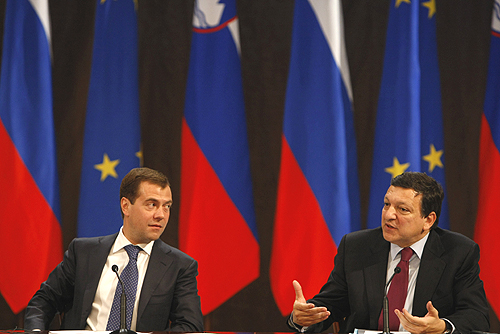
Dmitri Medvédev i José Manuel Barroso.

Grans han estat també els reptes i les dificultats que ha plantejat la relació amb Rússia. La diferència de mentalitats que surt sobre això entre els nous membres ex comunistes de l'Europa de l'Est, reincorporats ara al projecte europeu, i els vells Estats d'Europa occidental, acostumats a les seves democràcies, ha estat en aquests anys significativa i certament manifesta. Així va poder comprovar-se amb el vet que van oposar Polònia i Estònia a la conclusió d'un acord comercial privilegiat amb Rússia que va ser motiu de disputa fins al 2007, i va suposar un incentiu per als nomenats «grans» –especialment Alemanya, Itàlia i França– a concloure acords bilaterals per la seva part amb el país veí. També els reiterats talls del subministrament de gas, i que van ser qualificats com a xantatge encobert, van contribuir a multiplicar els recels i les desconfiances.

Projecte del Gasoducte Nabucco

Després de la mort el 2010 del president polonès Lech Kaczyński en un accident d'avió direcció a Rússia, la càlida reacció de les autoritats russes ha suposat, aparentment, un bàlsam per als clàssics temors de l'Est contra Rússia, i viceversa; també l'arribada al poder de Dmitri Medvedev, en substitució del nacionalista «dur» Vladímir Putin, sembla haver contribuït a llimar asprors i a una política de gests més persuasiva i menys amenaçadora. Europa és, en qualsevol cas, el primer soci comercial de Rússia, i això dona una idea de la importància de les relacions econòmiques i polítiques bilaterals entre tots dos. Així mateix, i malgrat l'enorme desgast polític que va suposar entre tots dos la guerra de Geòrgia el 2008, Rússia va consentir en què fos la Unió Europea i no un altre, el fet que supervisés amb una missió mixta civil i militar el compliment de l'acord de replec subscrit entre ambdues i les condicions humanitàries als territoris encara sotmesos a ocupació russa.

#### Ampliació i política europea de veïnatge
Des de la seva fundació en els anys 50, les Comunitats Europees han passat d'estar formades per sis països a ser una unió comuna de 28 Estats europeus, amb importants i successives ampliacions de les seves fronteres a les Illes Britàniques i Dinamarca (1973), el Sud mediterrani (1981 i 1986), els països nòrdics i Àustria (1995) i, finalment, la gran ampliació a l'Europa de l'Est el 2004, que va incloure Xipre i la República de Malta, i l'obertura als Balcans, decididament empresa des de l'adhesió de Bulgària i Romania el 2007 i de Croàcia el 2013.

Unió Europea
Estats candidats
Política Europea de Veïnatge

Els indubtables beneficis obtinguts pels Estats adherents des de la seva incorporació comunitària han estat un poderós al·licient per a molts altres països de la regió i, en la mateixa mesura, un important instrument d'influència per a la Unió al seu entorn pròxim. Així, la «política d'ampliació» ha promogut intensament els processos d'estabilització i democratització política i d'obertura i modernització econòmica als països circumdants, alguns dels quals, particularment els mediterranis i, més recentment, els exsoviètics, van trobar a la seva incorporació a Europa la principal inspiració de les seves polítiques de transició des de règims autocràtics al sistema de democràcia social que amb el temps ha vingut a identificar-se amb el «model social europeu».

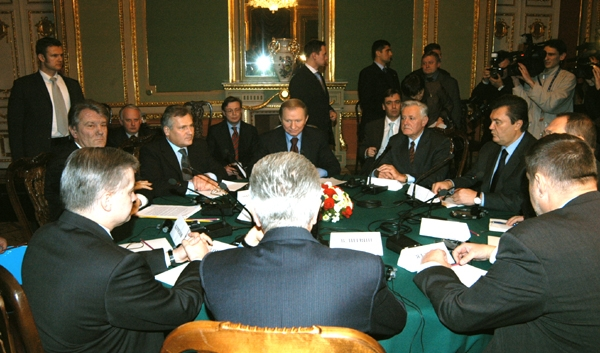
Reunió Unió Europea-Ucraïna

A propòsit dels obstacles que en uns certs Estats membres s'han manifestat en relació amb la temor a una «ampliació infinita», així com les dificultats operatives i la falta de cohesió interna o la impossible gobernanza que una Unió massa extensa podria ocasionar, han portat a la Unió i molts dels seus líders a forçar un cert fre a la política comunitària d'ampliació, tradicionalment defensada per Gran Bretanya i molts altres Estats no fundadors, per diferents raons. Aquesta situació va portar a la instauració, promoguda des dels anys 90 per la Comissió Europea i per Alemanya, d'una «Política Europea de Veïnatge» (PEV). L'objectiu d'aquesta política, que suposa la coordinació i reordenació de moltes altres, en un àmbit geogràfic concret, subordinant-les a orientacions específiques, és essencialment el de fomentar la necessària cooperació que, amb preferència qualificada, requereix una bona i fructífera relació amb els països veïns, en la línia del «poder tou» promocionat pels europeus. Aquest acostament estratègic és especialment important amb relació als països que, d'una manera o una altra, han vist reduïdes les seves possibilitats d'adhesió plena a la Unió; raó, aquesta, per la qual la política de veïnatge és rebuda, en unes certes regions amb aspiracions d'integració, amb notable recel. Així i tot, els avantatges econòmics i polítics d'una relació privilegiada amb Europa, encara que pugui percebre's com una no desitjada alternativa a la plena adhesió, contribueix a l'enlairament econòmic de l'entorn geogràfic i a l'estabilitat política del continent i les seves fronteres, raó per la qual acostuma a resultar finalment desitjada i de gran utilitat.

Graduació de la PEV per països

La necessària aproximació i la cooperació estructurada i regular amb els seus veïns ha portat una particular incidència de la política de veïnatge a l'entorn geogràfic a l'est d'Europa. Es pot ressenyar l'acostament profund que ha propiciat aquesta política i els seus instruments a les relacions d'Europa amb països com Geòrgia, Armènia, l'Azerbaidjan, Moldàvia, Ucraïna i, últimament, Belarús. Especial menció requereix sobre això la intensa relació amb la regió dels Balcans, històricament complexa i tanmateix, avui, enormement fructífera políticament. Tanmateix, es preveu un necessari re-enfocament d'ella cap al sud i el sud-est, perquè quasi tots els països de la zona englobada per la PEV són avui candidats o potencials candidats a l'adhesió.

### Àfrica, el Magreb i el Pròxim Orient
La Cimera de Caps d'Estat Unió Europea-Àfrica a Lisboa del 2007, constitueix una important oportunitat per enfortir les relacions polítiques i econòmiques entre Europa i l'Àfrica. L'Estratègia Conjunta l'Àfrica-Unió Europea ha estat incapaç de complir la seva promesa inicial de transformar les polítiques de desenvolupament i cooperació. Aquesta cimera ha estat la primera i única reunió a alt nivell de països africans i europeus en set anys.
La Cimera del Caire de l'any 2000 va ser l'origen de les relacions en l'àmbit polític i institucional entre ambdues parts. Les relacions en els àmbits econòmics i polítics entre la UE i l'Àfrica Subsahariana s'han desenvolupat des de 1957. Actualment, tot es regeix per l'Acord de Cotonú. L'Acord de Cotonú és un acord orientat en el futur i en els terminis prevists, nous acords comercials entre la UE i els diferents països ACP (Àfrica, Carib i Pacífic).
Les quatre zones comercials de l'Àfrica subsahariana i la Comissió Europea es troben en fase de negociació dels Acords d'Associació Econòmica que posaran final a les relacions preferencials no recíproques definides a l'Acord de Cotonú entre la UE i grups regionals de països de l'Àfrica, Carib i Pacífic (ACP). La República de Sud-àfrica ha articulat el seu propi Acord d'Associació amb la UE, que supera l'anterior Acord de Comerç, Desenvolupament i Cooperació, reforçant el seu paper de líder continental i regional.
Europa és el principal soci comercial de l'Àfrica i destí del 51% de les seves exportacions; tanmateix algunes veus criden l'atenció sobre l'agressiva penetració comercial i financera de La Xina al continent.

#### El procés de pau al Pròxim Orient
Precisament és en un dels punts políticament més conflictius del planeta, el Proper o el Pròxim Orient, aquell en què Europa, a través de les polítiques comunitàries de desenvolupament, en un principi, i amb el posterior relleu de la política exterior i de seguretat comuna a tota la regió, ha après més ràpidament a desenvolupar un enfocament estratègic comú, unànimement recolzat, amb escasses diferències, pels seus 27 Estats membres. Europa manté al Pròxim Orient una posició comuna que abasta quasi tots els aspectes de les relacions polítiques, econòmiques, comercials i de seguretat i cooperació internacional amb l'Estat d'Israel, l'Autoritat Nacional Palestina i, pel que fa al conflicte àrab-israelià, amb quasi tots els actors rellevants políticament a la regió, inclosos Egipte, Síria, l'Aràbia Saudita, Jordània i els Estats Units. La unitat del bloc comunitari a la regió va comportar la inclusió, al costat dels Estats Units, Rússia i les Nacions Unides, de la Unió Europea al «Quartet de Pau» per al Pròxim Orient, creat el 2002 per tal de supervisar l'aplicació de l'anomenat «full de ruta» dissenyat per canalitzar el conflicte àrab-israelià.
Ha d'assenyalar-se que la influència europea a la regió s'ha mostrat en nombroses ocasions més econòmica i comercial que veritablement política. Des d'alguns «círculs de reflexió» s'ha suggerit que l'exercici d'un major pes polític europeu a la zona, on Europa és el primer contribuent econòmic a la cooperació i el principal donant d'ajut humanitari, requeriria el seu més ferm condicionament al compliment de determinades condicions i exigències polítiques per ambdues parts.
La Unió coordina i executa la seva implicació a la regió i al procés de pau a través d'un enviat específic, el Representant especial de la Unió per al Pròxim Orient, Marc Otte.

#### Unió pel Mediterrani

Mapa de països membres de la UpM.

La política exterior d'Europa en el Mediterrani s'ha considerat tradicionalment una prioritat impulsada pels Estats del Sud, temorosos que una ampliació infinita cap a l'est, van llançar a la dècada dels noranta, encapçalats per Espanya, França i Itàlia, el conegut com Procés de Barcelona, avui reorganitzat radicalment amb el nom d'Unió pel Mediterrani (UpM) sota les proteccions de França. Precisament el poderós increment de la immigració africana al continent ha reactivat el debat sobre una política migratòria comuna, especialment promoguda per Espanya.
Aquesta organització internacional reuneix la Unió Europea i els seus vint-i-set Estats més els altres països de la Mar Mediterrània i alguns altres molt pròximes que per la seva especial significació política a nivell regional són membres (Mauritània o Jordània). Líbia ha preferit mantenir la seva posició d'observador. El seu objectiu és fomentar les relacions de cooperació en tots els àmbits possibles, a través de projectes polítics concrets d'interès multisectorial en els plans regional, subregional i transnacional, especialment en aquells en els que la participació regional –financera, tècnica, etc.– o la gestió conjunta dels quals presenti particulars avantatges;, així, la descontaminació marítitima i projectes ecològics comuns, la creació de les nomenades «autopistes marítimes» i les terrestres amb fins comercials o de desenvolupament econòmic, la cooperació permanent dels serveis de protecció civil per col·laborar en cas de catàstrofe natural o humana, l'elaboració d'un pla mediterrani d'energia solar, la fundació d'una Universitat Euro-mediterrània –la primera seu de la qual ja s'ha establert a Eslovènia–, o la creació progressiva d'una xarxa de petites i mitjanes empreses actives a tota la regió, que serveixin com a teixit empresarial sobre el que fundar una creixent cooperació e interdependència i un major progrés econòmic i científic.

### Amèrica Llatina i l'Àsia
Les relacions amb l'Àsia i l'Amèrica Llatina, encara que més relegades políticament, han conegut un fort enlairament en l'econòmic des de mitjans dels noranta. La importància creixent de l'Índia i, especialment, de la Xina al comerç mundial i amb Europa ha intensificat l'acció diplomàtica d'Europa a la regió, acompanyada per la proliferació paral·lela de nombrosos acords comercials amb els països de la zona; una cosa semblant, amb especial incidència en l'àmbit dels recursos naturals i en particular de l'energia, sembla endevinar-se a la puixant relació amb Brasil i alguns altres estats sud-americans.

#### Amèrica Llatina
La UE porta establint contacte amb l'Amèrica Llatina (AL) des dels anys 60, i des d'aleshores aquestes relacions han evolucionat significativament. Així, la UE és un soci polític i econòmic per a llatí Amèrica, convertint-se en el màxim inversor estranger, així com el segon soci comercial més important.
Les relacions entre la UE i AL s'han desenvolupat al voltant de tres pilars fonamentals: 
- l'àmbit regional a través del «Grup del Río» mantenint amb aquest un diàleg polític important des de 1990;
- l'àmbit subregional amb els països d'Amèrica Central a través del «Diàleg de San José» des de 1994;
- l'àmbit bilateral, a través de la signatura d'acords de cooperació.

Pel que fa a les relacions interregionals s'han impulsat diàlegs amb tres grups de països: el Mercat Comú del Sud (MERCOSUR), Comunitat Andina (CAN) i Amèrica Central, així com acords amb països com Mèxic i Xile. Encara que les relacions d'AL es tractaven de manera separada de les del Carib, amb la Cimera de Río celebrada el 1999, es va instal·lar una societat amb la UE que abasta al mateix temps l'Amèrica Llatina i el Carib.
Amb el Tractat d'Asunción Argentina, Brasil, Paraguai i Uruguai van crear Mercosur el 1991. El 1992, la Comissió Europea va signar l'Acord Interinstitucional, amb el Consell del Mercosur per prestar-li ajut tècnic i institucional a les naixents estructures del Mercosur, per la qual, es va establir una Comissió Assessora Conjunta. La UE i Mercosur el 1995 van signar un Acord Marc Internacional de cooperació, que va entrar en vigor el 1999, basat en el diàleg polític, la cooperació i l'establiment d'una zona de lliure comerç.
El primer acord de cooperació regional entre la UE i la Comunitat Andina de Nacions data de 1983. La Comunitat Andina de Nacions abasta, Bolívia, Colòmbia, Equador i el Perú i es va formar el 1969 amb la signatura de l'Acord de Cartagena que va establir el que es coneix com a Pacte And], transformat més tard en la Comunitat Andina pel Protocol de Trujillo el 1996. Gràcies a l'acord de diàleg polític i cooperació entre la UE i la Comunitat andina, el diàleg polític entre ells es va enfortir i va institucionalitzar.
Es tracta d'un diàleg amb la Unió Europea en el que també entren països com El Salvador, Guatemala, Costa Rica, Hondures, Panamà i Nicaragua, tractant aspectes polítics de cooperació i de règims comercials. A les dècades dels 80 i 90, el diàleg polític va ser l'eix principal de les relacions amb la UE. La Cimera de Lima i el Carib a Viena el 2006, va iniciar el procés per portar a terme les negociacions d'un Acord d'Associació biregional. Tanmateix a l'última cimera de 2008, la UE es va pronunciar sobre la importància de la integració regional a Amèrica Central.

#### Països emergents: La Xina i l'Índia

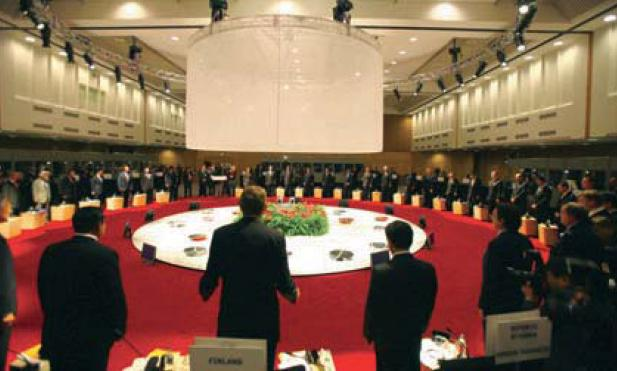
Cimera UE - ASEAN a Hèlsinki, 2006

La Cimera bilateral Xina-La Unió Europea de Pequín a l'octubre de 2003 va suposar l'adopció de dos acords claus: sobre participació xinesa en el Sistema Galileo i sobre la facilitació del turisme xinès cap a Europa (acord ADS). La cimera celebrada a Hèlsinki el 2006, va suposar l'inici de negociacions sobre un «Acord d'Associació i Cooperació», amb vistes a assolir un nou «Acord Marc» euro-xinès. El 2008 es va decidir establir un diàleg econòmic i comercial diari d'alt nivell entre la Comissió Europea i el Consell d'Estat xinès. D'altra banda, l'arribada al càrrec d'Alt Representant d'una britànica, Catherine Ashton, ha fet pensar que possiblement la relació diplomàtica i comercial amb la Xina passaria a un més notori primer pla, a causa dels forts llaços estratègics amb la Xina que tradicionalment s'han promogut des de Londres per a la política exterior europea. Aquestes noves prioritats o impulsos a l'agenda internacional asiàtica comunitària també han estat expressades per la mateixa Ashton.
L'associació estratègica entre la UE i l'Índia es fonamenta en un «Pla d'Acció Conjunta». A la cimera celebrada a Nova Delhi el 2005 es va permetre l'adopció d'un pla d'acció. La Unió cerca intensificar les relacions polítiques, econòmiques, i la cooperació en el camp del canvi climàtic, l'energia, i la ciència i tecnologia.

#### L'Orient Mitjà i el programa nuclear iranià

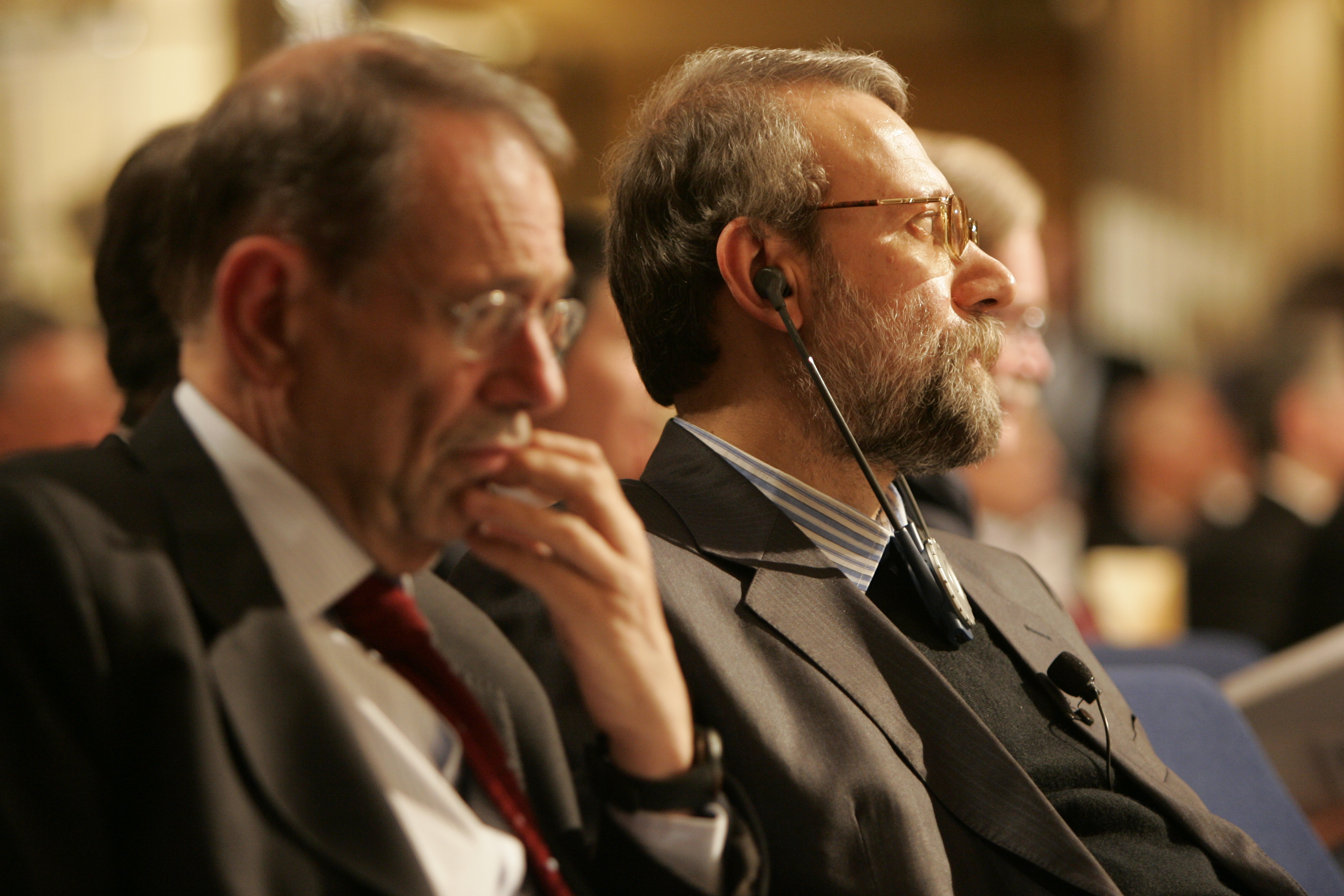
Alí Lariyaní i Javier Solana el 2009

Des que l'any 2005 el Govern de la República Islàmica, encapçalat pel seu nou President, l'ultraconservador Mahmud Ahmadineyad, va anunciar la seva intenció de desviar-se del «Programa "Àtoms per la Pau"» subscrit pel govern del Xa de l'Iran Mohammad Reza Pahlavi el 1970 mitjançant l'empreniment unilateral d'activitats d'enriquiment d'urani, en el marc d'un programa nuclear autònom, la comunitat internacional va desconfiar de les intencions pacífiques de les autoritats iranianes. Aquestes temors es van veure recolzades per la negativa del nou govern a rebre a les principals plantes nuclears del país als observadors del OIEA. Encara que les reaccions dels principals actors internacionals, inclosa la Unió, van anar des del principi contràries al pla iranià, la proximitat de la Guerra de l'Iraq i el recel cap al llenguatge tradicionalment bel·licista de l'administració americana del President George W. Bush, van semblar aconsellar una aparent retirada tàctica dels Estats Units de la primera línia de les converses amb el règim islàmic per afavorir així qualsevol possible acostament o negociació pacífica que pogués evitar la via de les sancions internacionals.
Així va ser com els Estats Units i la Unió, encapçalada per tres dels seus «grans» –Alemanya, França i Gran Bretanya o EU-3–, van acordar cedir la seva representació i la funció negociadora a l'aleshores Alt representant per a la PESC, l'espanyol Javier Solana. Tanmateix, l'actitud poc cooperativa d'Ahmadineyad i els poc vistosos avenços a les negociacions entre Solana i el negociador iranià Alí Lariyaní, van impacientar el President Bush, i el Congrés nord-americà va adoptar finalment un paquet de sancions econòmiques i comercials contra l'Iran en 2006. El 13 d'octubre, la Unió Europea va donar per trencades les negociacions amb l'Iran; poc després, la Resolució 1737 del Consell de Seguretat de les Nacions Unides va donar suport a la via de les sancions internacionals.
El 2010, el Consell de Seguretat de les Nacions Unides va acordar, a instàncies de l'administració nord-americana del President Obama, un enduriment de les sancions econòmiques i comercials i de l'embargament armamentista a l'Iran. El cap de l'Organisme Internacional d'Energia Atòmica (OIEA), Yukiya Amano, va anunciar el 22 de maig de 2012 que en la seva visita a Teheran havia arribat a un principi d'acord amb les autoritats iranianes perquè l'agència pugui investigar el complex militar de Parchin, on se sospita que s'estan portant a terme experiments nuclears. Durant els dies següents va tenir lloc a Bagdad una reunió entre el representant iranià Yalili i una delegació internacional formada pels Estats Units, la Xina, Rússia, Gran Bretanya, França i Alemanya presidida per l'alta representant de la Unió Europea Catherine Ashton, amb la pretensió que Teheran suspengués el seu enriquiment d'urani al 20% i que transfereixi a l'estranger els 140 quilos que ja havia fabricat.

### Relació transatlàntica: els Estats Units i el Canadà

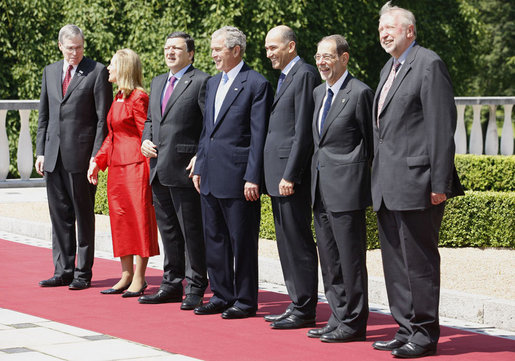
Cimera Unió Europea-Estats Units el 2008

Cal destacar la importància econòmica i política que per a la Comissió i les seves polítiques ha jugat tradicionalment l'anomenada «relació transatlàntica», encara que ha d'apuntar-se que algunes de les greus diferències que es van produir en els últims anys, especialment amb l'administració Bush, i les puntuals conteses que en algunes qüestions han sorgit amb la del president Obama, han donat lloc a un cert distanciament entre tots dos aliats, amb reprotxes mutus d'ambdues bandes. Es reprotxa des dels Estats Units l'escassa operativitat i procel·losa lentitud dels europeus a l'hora de posar-se d'acord; alhora, Europa es queixa del tracte condescendent que li dispensa els Estats Units, la impaciència del seu govern amb les dificultats internes i la seva falta de valoració i comprensió de la importància i complexitat del projecte d'integració europea en el món.
L'Europa comunitària i els Estats Units van establir relacions diplomàtiques el 1953, però no van formalitzar la seva cooperació fins a 1990 amb la Declaració Transatlàntica. Des de 1995, la relació es funda en la Nova Agenda Transatlàntica. Al marc de la Nova Agenda Transatlàntica, i d'acord amb l'Associació Econòmica Transatlàntica llançada el 1998, es va crear el 2007 el Consell Econòmic Transatlàntic encarregat de donar impuls a l'economia transatlàntica. Actualment s'està negociant l'acord de lliure comerç entre els Estats Units i la Unió Europea, que rep el nom d'Associació Transatlàntica pel Comerç i la Inversió i que podria estar enllestit a finals de 2014.
La relació bilateral de comerç i inversió entre la Unió Europea i els Estats Units representa prop del 40% del comerç mundial, i més de 60% del PIB mundial. Així mateix, la Unió és, en termes d'intercanvis i d'inversió, el primer soci dels Estats Units i l'únic amb el que les relacions estan equilibrades.

## Avaluació i perspectives
Malgrat aquestes greus divergències la UE ha aconseguit mantenir-se unida enfront d'assumptes tan transcendentals com l'aprovació del Protocol de Kyoto sobre el canvi climàtic, que representa una part molt important del futur del planeta, encara que el mencionat Protocol exclou expressament els països en via de desenvolupament més contaminants del planeta.
D'altra banda la UE ha aconseguit un acostament important amb altres potències mundials, com és el cas de Rússia, de qui va aconseguir que recolzés el protocol de Kyoto, a canvi de pagar la factura que els suposarà la seva aplicació; o la República Popular Xina, amb la qual porta a terme un marcat increment en les relacions bilaterals de tipus econòmic i polític, així com el previsible aixecament de l'embargament armamentista imposat per la repressió de la Plaça de Tiananmen.
També està el cas de l'Índia, Japó i Brasil, que cerquen suport en la UE, amb l'objectiu d'aconseguir per a si un més gran paper dintre de l'ONU. En aquest punt Alemanya té un interès particular, ja que ella pròpiament com a estat sobirà reclama també una cadira permanent al consell de seguretat, al costat del Japó.
La dimensió econòmica de la Unió Europea (UE), li confereix un paper rellevant a l'escena internacional. La UE ha desenvolupat una xarxa d'acords bilaterals i multilaterals que abasten la majoria de les regions del món i destina cada mes més de cinc-cents milions d'euros a projectes d'assistència a tot el món.
La UE celebra cimeres periòdics bilaterals amb Japó, Rússia, la República Popular Xina, l'Índia, els Estats Units, Canadà i Brasil. També sosté diàlegs regionals amb els països de l'Àsia, l'Orient Mitjà, el Mediterrani i l'Amèrica Llatina, també manté intenses relacions amb els països candidats a l'adhesió com Turquia.